# Северная качурка
Северная качурка (лат. Hydrobates leucorhoa) — вид морских птиц из семейства качурковых, величиной со скворца.

## Описание
Мелкая птица, длина тела 18—21 см, размах крыльев 43—48 см. Масса 45 г. Окраска оперения тёмно-бурая (в полёте кажется чёрной), на крыле светлая полоса. Надхвостье белое с тёмной продольной полоской посередине. Хвост вильчатый.

## Распространение
Гнездится на островах северной части Атлантического и Тихого океанов. Летом и осенью встречается над большими глубинами недалеко от мест гнездования, на зиму откочёвывает к югу. Сильными штормами иногда заносится вглубь суши.

## Образ жизни
По образу жизни очень напоминает прямохвостую качурку и качурку Вильсона, отличаясь от них более крупными размерами и вильчатым хвостом. Это также пелагический морской вид птиц, на суше появляется только в период гнездования. большую часть времени проводит в воздухе, спит и отдыхает на воде. Для защиты от хищных чаек выходит на сушу только ночью. Гнездится в норах. В кладке 1 белое, изредка с мелкими красноватыми пятнами на тупом конце, яйцо. 
Голос напоминает щебетание ласточек, но тоном ниже.

## Продолжительность жизни
Продолжительность жизни северных качурок необычно велика для птиц таких маленьких размеров: средняя оценивается в 20 лет, а максимально зафиксированная 36 лет. В 2003 году Хаусманн обнаружил, что теломеры этих птиц удлиняются с возрастом, что является единственным примером такого феномена. Однако, вероятно, что то же самое происходит с другими членами отряда буревестникообразных, поскольку они все являются сравнительно долгоживущими для птиц таких размеров.

## Охрана
Вид занесен в Красный список МСОП (категория «уязвимый) и Приложения двусторонних соглашений об охране мигрирующих птиц между Россией с одной стороны и США, Японией и Китаем с другой. 
Также северную качурку мы найдем в Красной книге Камчатского края; вид охраняется на территории Национального парка «Командорские острова».
На острове Фула в Шотландии организован заказник, в котором северная качурка включена в список охраняемых видов. В заказнике 50 пар, 0,1 % популяции Великобритании (1976 год).

## Численность
Общая численность вида составляет около 10 миллионов особей. На Курильских островах гнездится около 350 000 особей, на Алеутских островах и в заливе Аляска — около 4 миллионов особей. В Атлантическом океане крупнейшие колонии располагаются у атлантического побережья Канады. В районе Ньюфаундленда есть колонии, в которых гнездится по несколько сотен тысяч особей. В других районах Атлантического океана колонии меньше — не более нескольких тысяч особей.

## Галерея
- В полёте над морем
- Яйцо в музее
- Северная качурка